# Albert Jaegers

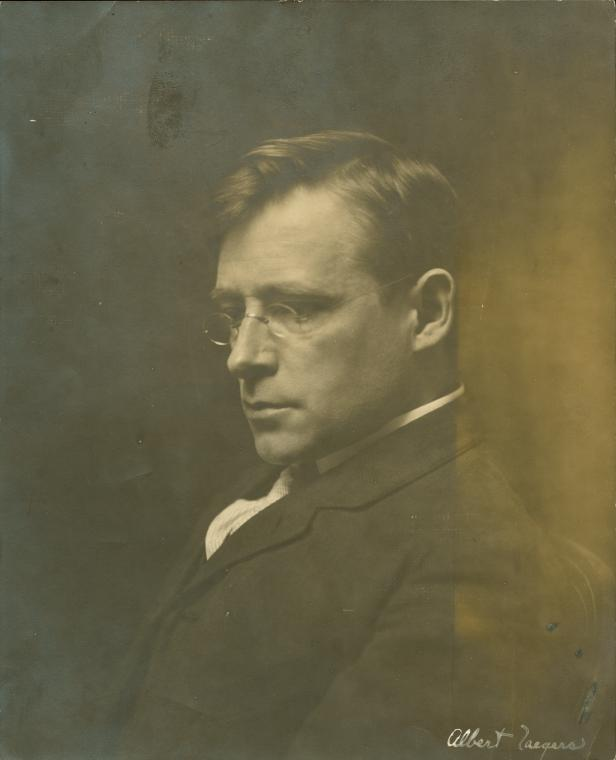
Albert Jaegers

Albert Jaegers (* 28. März 1868 in Elberfeld (heute Stadtteil von Wuppertal); † 22. Juli 1925 in Suffern) war ein amerikanischer Bildhauer.

## Leben
Jaegers zog 1882 als Junge mit seiner Familie nach Cincinnati. Er ging bei seinem Vater als Holzschnitzer in die Lehre, studierte dann an der Art Academy of Cincinnati und später in London, Paris und Rom.
1890 heiratete er Matilda Holdt und begann seine Karriere als Bildhauer. Er gewann von der National Sculpture Society finanzierte Auszeichnungen.
Er stellte auf der Pan-American Exposition (1901) und der Louisiana Purchase Exposition (1904) aus. Für Letztere wurde er beauftragt, die Arkansas repräsentierende Statue herzustellen.

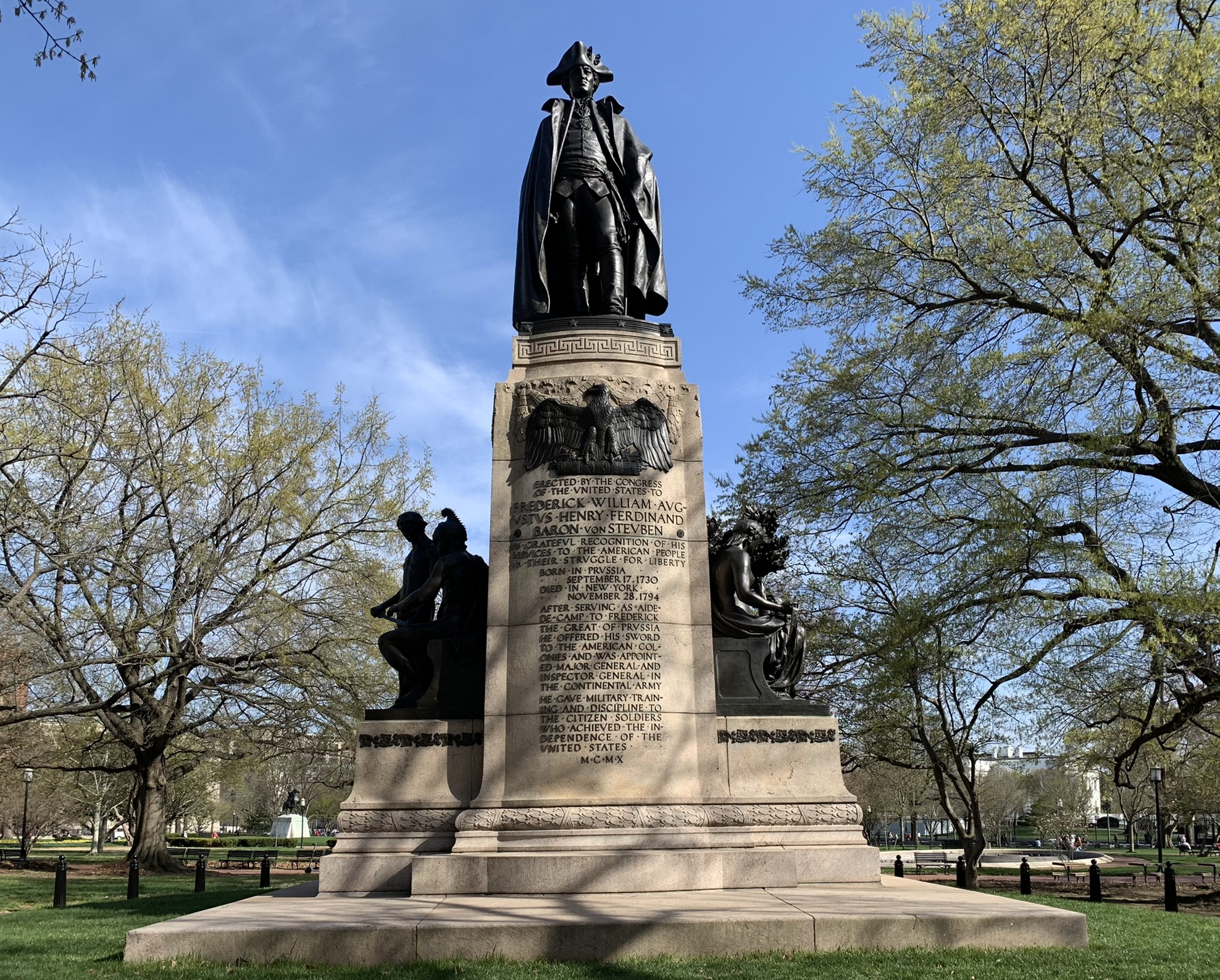
Das Steubendenkmal in Washington gilt als Jaegers’ Hauptwerk.

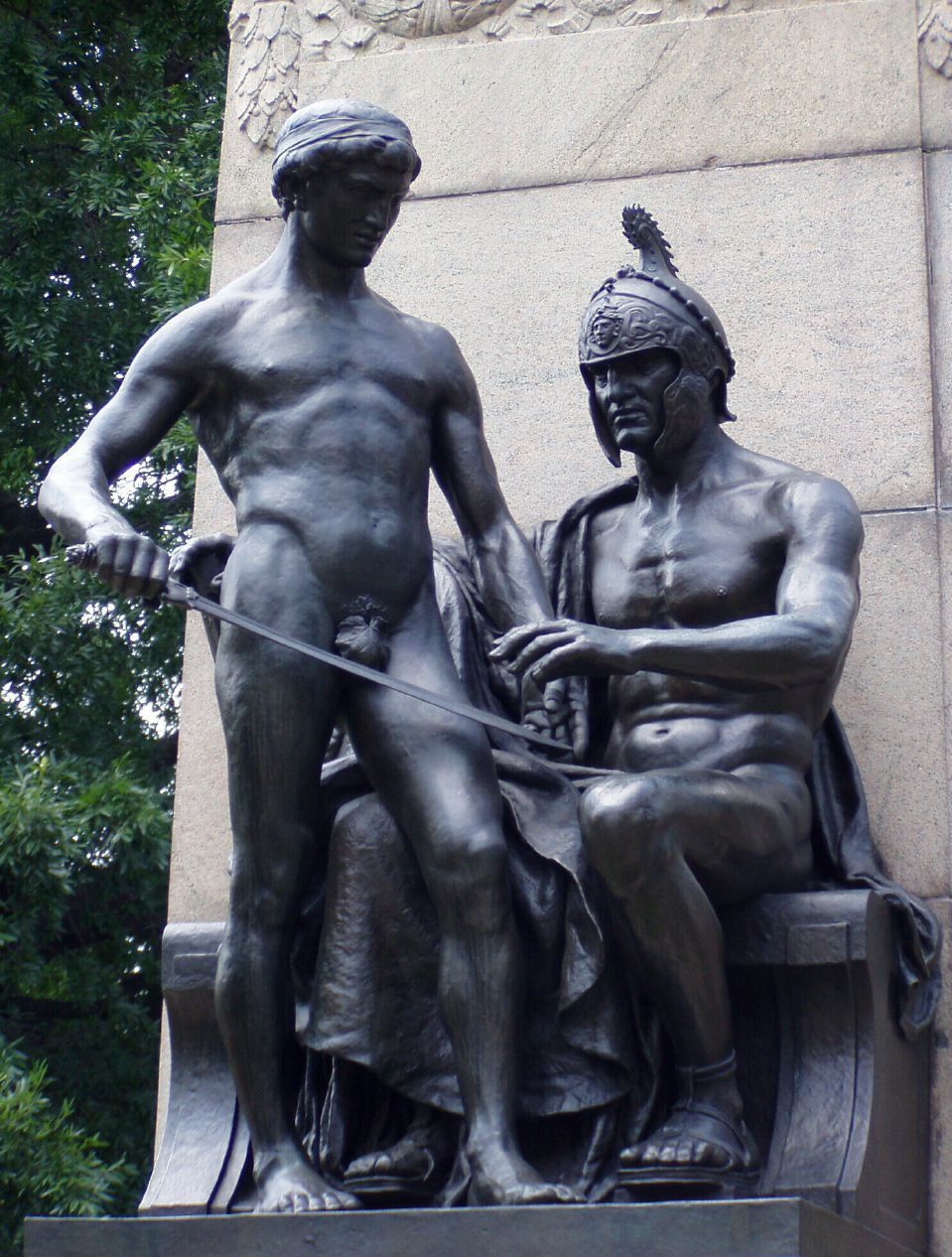
„Military Instruction“: Ausschnitt des Steuben-Denkmals, Lafayette Park, in President’s Park, Washington D.C.

1906 gewann er den Wettbewerb für das Steuben-Denkmal in Washington auf Basis dessen, dass Augustus Saint-Gaudens seine Arbeit zu einer frühen Stufe des Wettbewerbs guthieß. Seine Bronzeskulpturen umfassten eine elf Fuß hohe Figur des Heerführers auf einem fast 20 Fuß hohen Granitsockel. Neben dem Sockel sind zwei Gruppen. In der einen, „Commemoration“ genannt, stellt eine sitzende Frau, unbekleidet über der Taille, Amerika dar. Auf ihren Füßen kniet ein kleines Kind und hält eine Schriftrolle hoch. In der anderen, „Military Instruction“ genannt, hält ein sitzender nackter Soldat mit aufwendig gestaltetem Helm, „in der Blütezeit des Lebens“,  eine leere Schwertscheide in einer Hand. Mit seiner anderen Hand, als ob er Anweisungen gebe, zeigt er auf sein gezücktes Schwert, das von einem nackten jungen Mann daneben gehalten wird.
Als die amerikanische Regierung Bildhauer auswählte, die Figuren für das U.S. Custom House in New York schaffen sollten, von denen jede eine historische Seefahrtsmacht darstellen sollte, gewann Jaegers den Wettbewerb für die deutsche, welche er als „eine bewaffnete weibliche Figur, gestützt auf ein antikes Schild, mit der Inschrift ‚Kiel‘“ gestaltete. Der amerikanischen Kriegserklärung gegen Deutschland folgend, bat der damalige Finanzminister William Gibbs McAdoo ihn, die Figur zu verändern, sodass sie Belgien, einen Verbündeten im Ersten Weltkrieg, repräsentierte. Jaegers weigerte sich, die Figur zu ändern, aber sie wurde trotz seiner Einwände verändert. Er meinte, seine Arbeit könne nicht ernsthaft durch „ein bisschen Tarnung mit einer Umbenennung“ verändert werden und nannte die Namensänderung „eine etwas zweifelhafte Ehre für das tapfere kleine Belgien“.
Auf seine Figuren historischer deutsch-amerikanischer Persönlichkeiten wurde bisweilen gezielt, als die Vereinigten Staaten und das deutsche Reich gegeneinander Krieg führten. Die Widmung seiner Statue Anthony Steins stieß auf Protest und Gewaltandrohungen. Die Einweihung seines Standbild von Franz Daniel Pastorius, des Gründers von Germantown, Pennsylvania, wurde bis nach dem Ende des Ersten Weltkrieges verzögert, und während des Zweiten Weltkrieges wurde es entfernt.
1918 wirkte er mit einer kleinen, „The Grenade Thrower“ genannten, Skulptur an einer Ausstellung patriotischer und kriegsbezogener Stücke mit.
Jaegers war Mitglied der National Sculpture Society und des National Institute of Arts and Letters. Er war der Bruder der ebenfalls bekannten Bildhauerin Augustine Jaegers (* 1878 † 1952).
Er lebte am Washington Square Park in New York.
Er starb am 22. Juli 1925 in Suffern und wurde auch dort auf dem Airmont-Friedhof begraben.

## Werke (Auszug)
- 1900 – „To the memory of Hamilton Fish, Jr.“, Flachrelief und Gedenktafel, Bronze, Columbia University[13]
- 1904 – „Egyptian Art“, Sims – Nordeingang des Saint Louis Art Museums und andere Werke für die Louisiana Purchase Exposition in St. Louis
- 1907 – „Belgium“ (ursprünglich „Germany“), Simsfigur, Alexander Hamilton U.S. Custom House, New York
- 1910 – Steuben-Denkmal – Lafayette Park, President’s Park, Washington D.C.
- 1913 – Joseph-Gurney-Cannon-Statue – Cannon House Office Building (Teil des Kapitolkomplexes), Washington D.C.
- 1915 – Friese beim Court of Seasons, Panama-Pacific International Exposition, San Francisco, Kalifornien (zerstört)[14]
- 1917 – Franz-Daniel-Pastorius-Denkmal – Vernon Park, Philadelphia
- 1923 – Anthony-Stein-Statue – St. Joseph’s School, Paterson (New Jersey)
- 1925 – „German Pioneers“ – Minnesota State Capitol, Saint Paul (Minnesota)
- 1925 – Henry-Tureman-Allen-Denkmal – Fort Myer, Arlington County

- Theodore-Timby-Statue – Ort unbekannt
- Steuben-Denkmal, Potsdam
- Steuben-Denkmal, Magdeburg